# Unzensiert – Bushido’s Wahrheit
Unzensiert – Bushido’s Wahrheit ist eine Doku-Serie über den deutschen Rapper Bushido aus dem Jahr 2021 von Amazon Prime. Nach Zeiten ändern dich (2010) ist es bereits die zweite filmische Auseinandersetzung mit Bushidos Leben.

## Produktion und Veröffentlichung
Produziert wurde die Serie von der Springer-Tochter Content Factory unter der redaktionellen Leitung des Bild-Journalisten und Bushido-Vertrauten Peter Rossberg. Die Serie besteht aus sechs Episoden, die alle gleichzeitig am 26. November 2021 bei Prime Video veröffentlicht wurden.

## Inhalt
In der Serie wurden Anis Ferchichi alias Bushido und seine Familie zwischen Juni 2018 und August 2020 begleitet. Die Doku-Serie gibt Einblicke in das Leben unter Polizeischutz und beleuchtet insbesondere das Verhältnis Bushidos zu dessen ehemaligem Manager, dem Clan-Chef Arafat Abou-Chaker. Neben seiner Frau kommen auch zahlreiche Wegbegleiter und Kritiker aus der Musikindustrie zu Wort.
Die letzte Episode endet mit dem Beginn des Gerichtsverfahrens zwischen Bushido und Abou-Chaker, wodurch der Eindruck eines Cliffhangers entsteht.

## Nachfolger
Eine zweite Staffel wurde zunächst nicht offiziell bestätigt, allerdings erwähnte Bushido in der RBB-Sendung Chez Krömer von Kurt Krömer, dass eine Fortsetzung bereits von ihm produziert werde. Am 19. Oktober 2022 wurde eine weitere 6-teilige Serie namens Bushido - RESET bei RTL+ veröffentlicht, welche den Gerichtsprozess gegen Arafat Abou-Chaker, die Drillingsschwangerschaft von Bushidos Frau Anna-Maria sowie die Auswanderung der Familie Ferchichi nach Dubai begleitet und thematisiert. Die Serie wurde von der Produktionsfirma Good Guys Entertainment im Auftrag von RTL produziert. Regie führte erneut Peter Rossberg.

## Rezeption
Das Onlinemagazin Laut.de beschrieb die Serie als "langatmig" und "repetitiv und boulevardesk". Letztlich würde die Serie als "PR-Inszenierung" für Bushidos neues Album Sonny Black II genutzt.